# Aftalen i Brømsebro 1541
 Ikke at forveksle med Freden i Brømsebro.
Aftalen i Brømsebro 1541 var en aftale mellem kongerne af Danmark-Norge og Sverige. Den skulle sikre samarbejdet mellem de to lande mod indre og ydre fælles fjender.

## Baggrund
Kong Christian 3. af Danmark-Norge og kong Gustav Vasa af Sverige havde begge indgået ægteskab med døtre (Katarina og Dorothea) af hertugen af Sachsen-Lauenburg og var således svogre. De var ligeledes begge i begyndelsen af 1540'erne sårbare overfor ydre fjender, fordi deres position som konge ikke var anerkendt af andre riger. Grevens Fejde i Danmark havde vist, at kongen var oppe imod stærke indre og ydre kræfter, som satte tvivl om hans legitime ret til tronen. Og i Sverige forholdt det sig ikke anderledes. Grevens Fejde havde tillige vist, at de havde fælles fjender i Lübeck og den afsatte danske konge Christian 2.. Under disse forhold kunne en aftale styrke dem begge såvel internt som eksternt og mindske faren for indbyrdes strid. De to konger havde samarbejdet med effekt under Grevefejden, hvor Gustav sendte en svensk hær for at hjælpe med at fordrive Lübecks tropper og sikre kåringen af Christian 3. Det lykkedes,

## Aftalen
De to konger i 1541 mødtes i Brømsebro og indgik en aftale, der skulle vare i 50 år, og som gik ud på gensidig bistand mod indre og ydre fjender. Sverige gav afkald på kravet om Gotland, som tilhørte Danmark. Det indgik i aftalen, at eventuelle stridigheder mellem de to riger skulle afgøres ved forhandling og voldgift.

## Betydning
Aftalen fik betydning under Dackefejden i Sverige 1542, idet den (skjulte) danske støtte til de svenske bondeoprørere skulle blive særdeles dyrt betalt.[kilde mangler]
Aftalen indebar tillige, at den danske konge forsøgte at betvinge den nederlandske handelsskibsfart. Det mislykkedes, hvorfor han måtte indgå freden i Speyer i 1544, der gav hollænderne fri handel i Danmark og ligestilling med hansekøbmændene i Norge.
Hverken i det korte eller i det lange løb fik aftalen væsentlig betydning. Det skulle snart vise sig, at den gensidige mistro mellem de to konger var stor: således påbegyndte Gustav Vasa på trods af aftalen den oprustning, der senere skulle gøre Sverige til den dominerende magt i Norden. Set på baggrund af Dackefejdens forløb var der sund fornuft i dispositionen. Trods alt kom aftalen fra Brömsebro til at vare så længe begge kongerne levede, Deres arvinger havde ikke megen erfaring med krig og dens følger, så resultatet blev, efter fædrenes død, en unyttig og kostbar samt brutaliserende krig.

## Eksterne links
- Wittendorff, Alex (2002-2005).  Olaf Olsen (red.). "Udenrigspolitik". Gyldendals og Politikens Danmarkshistorie. Hentet 5. juni 2018.